# Nguyễn Tuấn Anh (Thanh Hóa)
Nguyễn Tuấn Anh (sinh ngày 11 tháng 8 năm 1975) là một chính trị gia người Việt Nam. Ông hiện là Phó Bí thư thường trực Tỉnh ủy Hậu Giang, Trưởng đoàn Đại biểu Quốc hội Việt Nam khóa XV tỉnh Hậu Giang.
Ông từng là Phó Chủ nhiệm Ủy ban Khoa học, Công nghệ và Môi trường Quốc hội, Đại biểu Quốc hội Việt Nam khóa XIV, XV thuộc đoàn Đại biểu Quốc hội tỉnh Long An.

## Xuất thân
Nguyễn Tuấn Anh sinh ngày 11 tháng 8 năm 1975 quê quán ở xã Thạch Bình, huyện Thạch Thành, tỉnh Thanh Hóa.
Ông hiện cư trú ở số nhà 25, tổ 30, phường Hoàng Văn Thụ, thành phố Thái Nguyên, tỉnh Thái Nguyên.

## Giáo dục
- Giáo dục phổ thông: 12/12
- Đại học Nông nghiệp chuyên ngành Nông học
- Cử nhân tiếng Anh
- Tiến sĩ Nông nghiệp
- Phó Giáo sư
- Cao cấp lí luận chính trị

## Sự nghiệp
Ông gia nhập Đảng Cộng sản Việt Nam vào ngày 23/3/2007.
-Từ tháng 4 năm 1998 đến tháng 1 năm 2000: Chuyên viên, Phòng Quản lý Khoa học và Hợp tác Quốc tế và trợ giảng tại Trường Đại học Nông lâm, Đại học Thái Nguyên
- Từ tháng 2 năm 2000 đến tháng 1 năm 2005: Học Thạc sĩ và làm nghiên cứu sinh Tiến sĩ, tốt nghiệp Tiến sĩ ngành Nông nghiệp tại Đại học Quốc gia Seoul, Hàn Quốc
- Từ tháng 2 năm 2005 đến tháng 4 năm 2006: Giảng viên, Bộ môn Khoa học Môi trường, Khoa Tài nguyên và Môi trường, Trường Đại học Nông lâm, Đại học Thái Nguyên
- Từ tháng 4 năm 2006 đến tháng 7 năm 2011: Phó Trưởng phòng, Phòng Quản lý Khoa học và Quan hệ Quốc tế, Trường Đại học Nông lâm, Đại học Thái Nguyên (4/2006 - 7/2011); Bí thư Chi bộ, Giám đốc Trung tâm Đào tạo Quốc tế, Trường Đại học Nông lâm, Đại học Thái Nguyên (4/2006 - 7/2011); Phụ trách Văn phòng Đại học Thái Nguyên tại tỉnh Bắc Giang (8/2009 - 3/2011); Được Hội đồng chức danh Giáo sư Nhà nước phong học hàm Phó Giáo sư (năm 2010)
- Từ tháng 7 năm 2011 đến tháng 2 năm 2015: Phó Giám đốc, Trung tâm Nghiên cứu và Phát triển Giáo dục, Đại học Thái Nguyên; Bí thư Chi bộ (trực thuộc), Quyền Trưởng Khoa, Trưởng Khoa, Khoa Quốc tế trực thuộc Đại học Thái Nguyên
- Từ tháng 3 năm 2015 đến tháng 7 năm 2016: Vụ trưởng, Vụ Khoa học, Công nghệ và Môi trường, Văn phòng Quốc hội; Ủy viên Ban Thư ký Quốc hội
- Khi lần đầu được trung ương giới thiệu ứng cử đại biểu Quốc hội Việt Nam khóa 14 vào ngày 22 tháng 5 năm 2016, ông đang là Ủy viên Ban thư ký Quốc hội, Vụ trưởng Vụ Khoa học, công nghệ và môi trường, Văn phòng Quốc hội, làm việc ở Văn phòng Quốc hội Việt Nam, có bằng cao cấp lí luận chính trị.
Ông đã trúng cử đại biểu quốc hội năm 2016 ở đơn vị bầu cử số 2, tỉnh Long An gồm có thành phố Tân An và các huyện: Châu Thành, Tân Trụ, Cần Đước, Cần Giuộc, được 316.834 phiếu, đạt tỷ lệ 60,66% số phiếu hợp lệ.
- Ngày 23 tháng 5 năm 2021, ông được bầu làm đại biểu quốc hội Việt Nam khóa XV nhiệm kì 2021-2026, thuộc đoàn đại biểu quốc hội tỉnh Long An tại đơn vị bầu cử Số 2: gồm thành phố Tân An và các huyện: Châu Thành, Cần Đước, Cần Giuộc.
- Từ tháng 7 năm 2016 đến tháng 7 năm 2021: Đại biểu Quốc hội khóa XIV; Ủy viên Thường trực, Ủy ban Khoa học, Công nghệ và Môi trường của Quốc hội; Phó Chủ tịch, Nhóm Nghị sĩ hữu nghị Việt Nam-Hungary
- Từ ngày 23 tháng 7 năm 2021 - 25 tháng 2 năm 2025: Đại biểu Quốc hội khóa XV, Phó Chủ nhiệm Ủy ban Khoa học, Công nghệ và Môi trường của Quốc hội.
- Ngày 26 tháng 2 năm 2025, Tỉnh ủy Hậu Giang tổ chức Hội nghị triển khai quyết định của Ban Bí thư Trung ương Đảng về công tác cán bộ. Ông được Ban Bí thư điều động, chỉ định tham gia Ban Chấp hành, Ban Thường vụ, giữ chức Phó Bí thư Thường trực Tỉnh ủy Hậu Giang, nhiệm kỳ 2020-2025 và giới thiệu bầu giữ chức Trưởng đoàn Đại biểu Quốc hội khóa XV tỉnh Hậu Giang.